# یول‌اوتن
یولوتن (به روسی: Ёлoтен) (به زبان ترکمنی: Ýolöten، یوْل‌اؤتن) مرکز شهرستان یولوتن در استان مرو کشور ترکمنستان است. یولوتن در دلتای مرغاب و ۵۵ کیلومتری جنوب خاوری مرو جای گرفته‌است.

## تاریخ
در سال ۱۹۳۹ وضعیت شهر به یولوتن اعطا شد.

## ریشه واژه
آتانیازوف این نام را به محل استقرار شهرک در جاده ابریشم میان مرو باستانی و هرات نسبت می‌دهد. واژگان ýol و öten در زبان ترکمنی به ترتیب به معنی جاده و گذشته هستند یعنی محلی برای عبور.

## ترابری
یولوتن در خط راه‌آهن مرو-سرحدآباد و در محل اتصال بزرگراه A-388 که مرد و سرحدآباد را به هم متصل می‌کند و بزرگراه P-25 که یولوتن را به بایرامعلی متصل می‌کند، جای دارد.

## جمعیت
در سال ۱۹۸۹ جمعیت این شهر ۱۸۶۴۴ تن و در مجموع حدود ۳۵۰۰۰ تن در شهر و منطقه پیرامون آن بود. برآورد سال ۲۰۰۹ میلادی ۳۷۷۰۵ تن است.